# Troisième rail
 (mai 2012).
Si vous disposez d'ouvrages ou d'articles de référence ou si vous connaissez des sites web de qualité traitant du thème abordé ici, merci de compléter l'article en donnant les références utiles à sa vérifiabilité et en les liant à la section « Notes et références ».
Ce troisième rail d'alimentation électrique n'a rien à voir : avec le troisième rail employé dans les voies à double écartement ; ou celui utilisé avec le dispositif antidéraillement

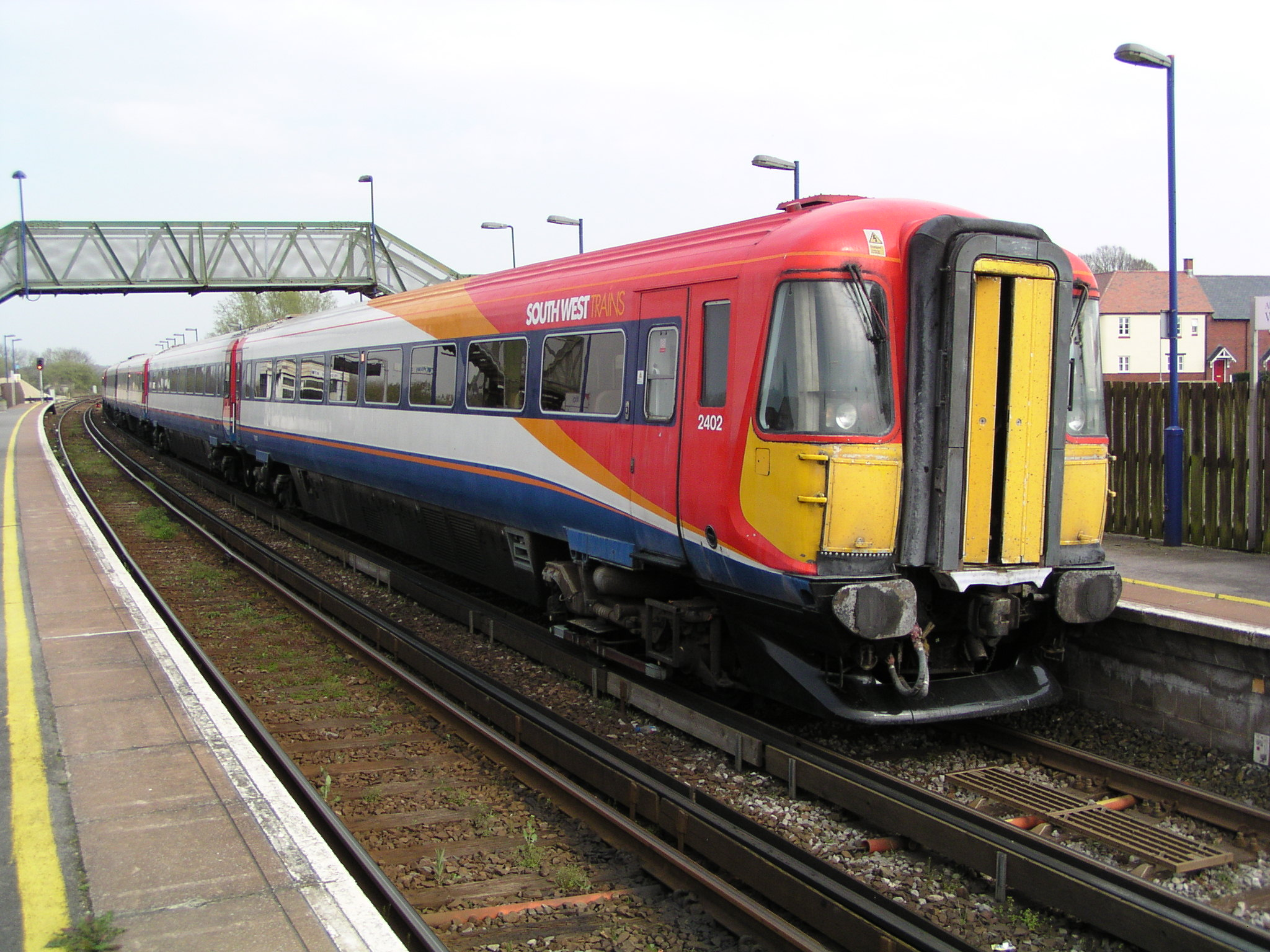
Rame électrique britannique de la Classe 442 alimentée par troisième rail dans le Dorset.

Le troisième rail ou rail de traction est une technique de captage du courant utilisée pour l'alimentation en énergie électrique de certains systèmes de chemin de fer, utilisé en particulier dans les réseaux de métro ou de trains de banlieue.

## Utilisation

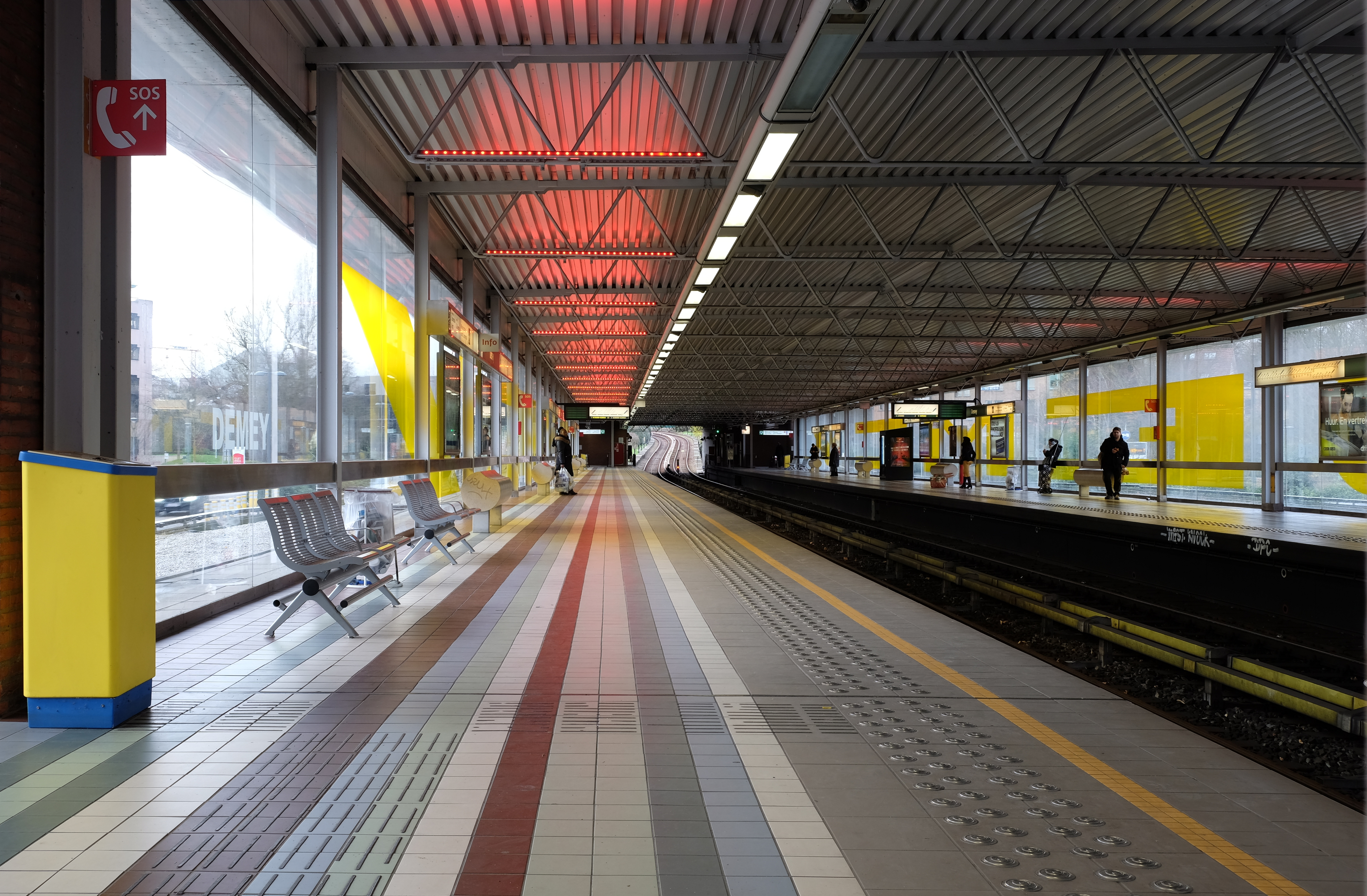
Une station du métro de Bruxelles. Les troisièmes rails (placés latéralement) sont visibles entre les deux voies.

Parmi les nombreux réseaux utilisant un système d'alimentation par troisième rail, on peut citer aux États-Unis les métros de New York, Los Angeles et de Washington, le BART de San Francisco le MBTA de Boston et SEPTA à Philadelphie, etc. Au Royaume-Uni, le troisième rail est utilisé par le métro de Londres ainsi qu'un quatrième, pour le retour du courant électrique qui ne se fait pas par les rails de roulement, mais par celui-ci, de même que le réseau de la banlieue sud de Londres et certains services à plus longue distance. En Allemagne les réseaux de métro du type U-Bahn et les réseaux de banlieue S-Bahn de Hambourg et Berlin emploient aussi le troisième rail. Il en est de même des métros d'Amsterdam et de Rotterdam aux Pays-Bas, de Bruxelles en Belgique, de Varsovie en Pologne, de Moscou et Saint-Pétersbourg en Russie. En France, ce système est en usage dans le métro de Paris ainsi que sur quelques lignes secondaires comme la ligne Saint-Gervais - Vallorcine, ou celle de Cerdagne (ligne dite du "Train Jaune"), deux lignes de montagne de petit gabarit (écartement métrique) présentant des rayons et des vitesses faibles, donc très adaptées à ce type d'alimentation.
Au Québec, le réseau du métro de Montréal, administré par la STM, alimente son matériel roulant pneumatique par un troisième rail.

## Histoire

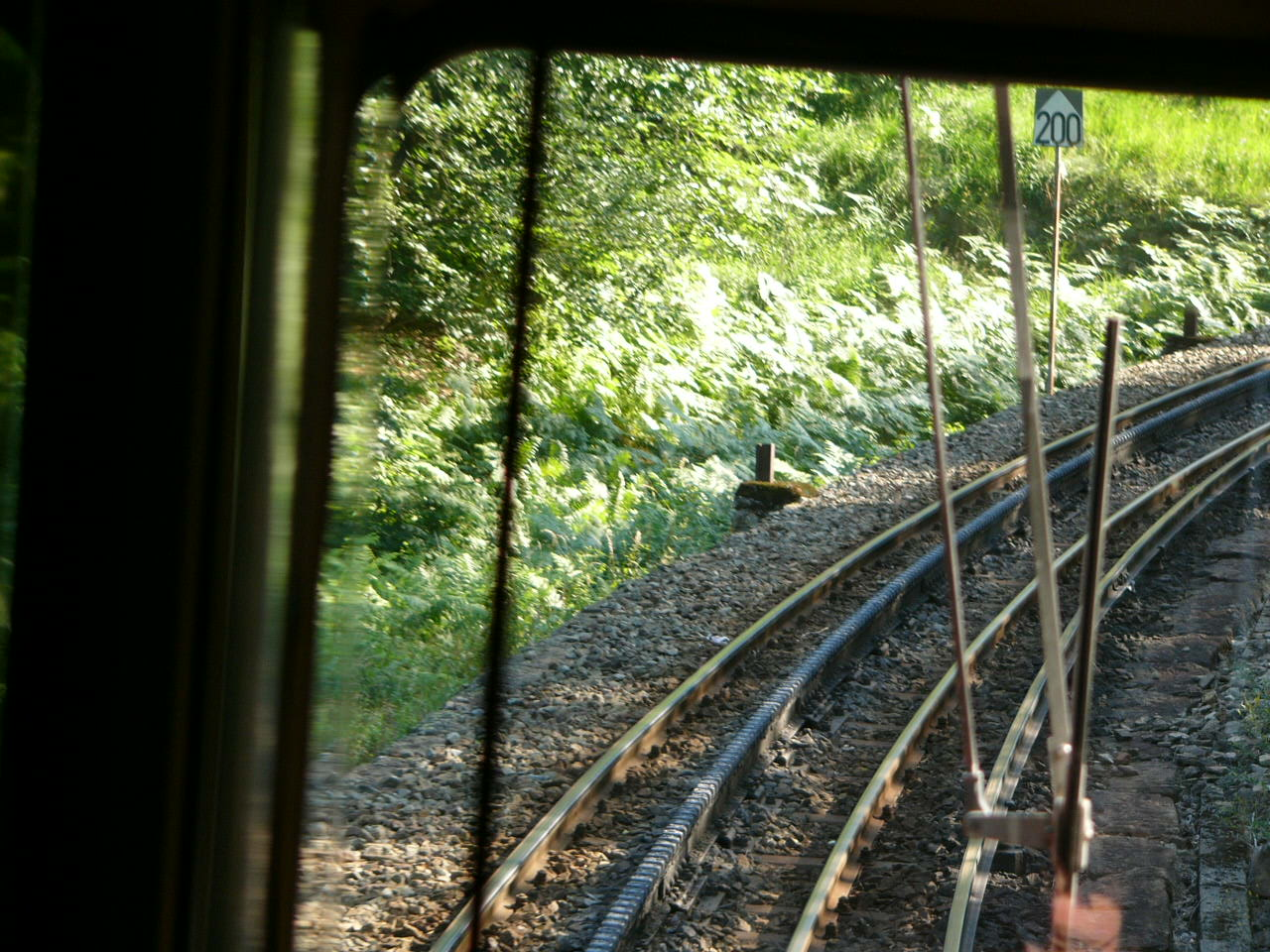
Sur le Chemin de fer Martigny–Châtelard, à droite le 3e rail d'alimentation électrique, et au centre des rails de roulement, la crémaillère de ce chemin de fer de montagne

Si l'on excepte les systèmes d'accumulateur électrique à bord des trains, l'alimentation par rail électrique (sous le train) est le plus ancien système d'alimentation électrique utilisé dans les chemins de fer.
Un train électrique expérimental utilisant cette technique d'alimentation a été mis au point par la firme allemande Siemens & Halske et exposé à la foire de Berlin en 1879. L'emploi du rail électrique dans les transports publics a commencé dans les années 1880 pour les tramways et les chemins de fer traditionnels. Le premier réseau de métro souterrain à utiliser ce rail électrique (sous le train) fut le City & South London Railway, mis en service en 1890.
En 1901, Granville Woods obtint un brevet couvrant diverses améliorations du troisième rail. Bien qu'il soit l'inventeur du troisième rail (alimentation latérale, toujours utilisée à ce jour), de nombreux autres brevets sur ce sujet ont été déposés, après son invention, notamment par Thomas Edison en 1882. Thomas Edison, à l'instar d'autres inventeurs, a tenté de s'approprier certaines inventions de Granville Woods, et par deux fois, la justice a donné la paternité de l'invention à Granville Woods (malgré la ségrégation d'alors).
Le troisième rail, historiquement en acier, se voit remplacé de plus en plus par un rail en aluminium possédant une surface en acier inoxydable, sur laquelle viennent frotter les collecteurs (frotteurs ou patins) des trains.
Entre 1925 et 1930, la portion Chambery-Modane fut électrifiée en 3e rail 1 500 volts continu, cependant, en raison des multiples inconvénients, problème de captage en cas de neige ou verglas, entretien de la voie difficile avec les engins de chantier modernes, locomotives spécialement adaptées et sécurité (électrocutions), cette portion a été réélectrifiée en 1 500 volts continu par caténaires classiques durant la première moitié des années 1970. Durant l'été 1976, la toute dernière portion entre Aiguebelle et Epierre fut définitivement convertie, ce qui a clos ce grand chantier. Le PLM avait établi un projet, dans les années 1930, d’électrification de la ligne de Grenoble à Montmelian de la même manière que la ligne de la Maurienne, mais la traversée de Grenoble (tracé et infrastructures de l'époque), était encore rédhibitoire, la ligne de la côte d'azur, Marseille-Nice, devait également être équipée de cette manière.

## Aspects techniques

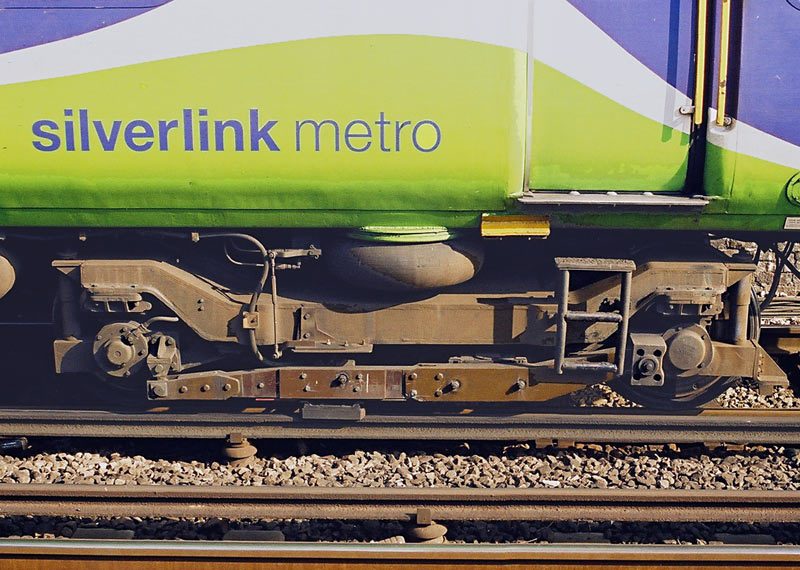
Frotteur fixé au bogie par l'intermédiaire d'une poutre en bois, sur une rame Classe 313 du réseau Silverlink (nord-ouest de Londres).

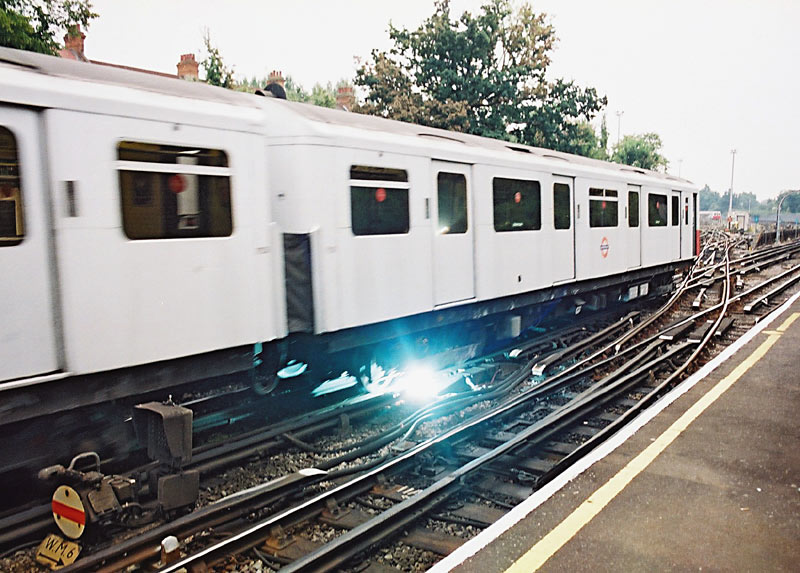
Système à quatre rails du métro de Londres avec deux rails électriques, le rail positif ayant une tension double de celle du rail négatif. Des arcs électriques se produisent couramment à la fin des sections de rail.

Le troisième rail est placé soit entre les rails de roulement, soit, le plus souvent, à l'extérieur. Le courant électrique est transmis au train par l'intermédiaire de patins glissants, maintenus en contact avec le troisième rail.

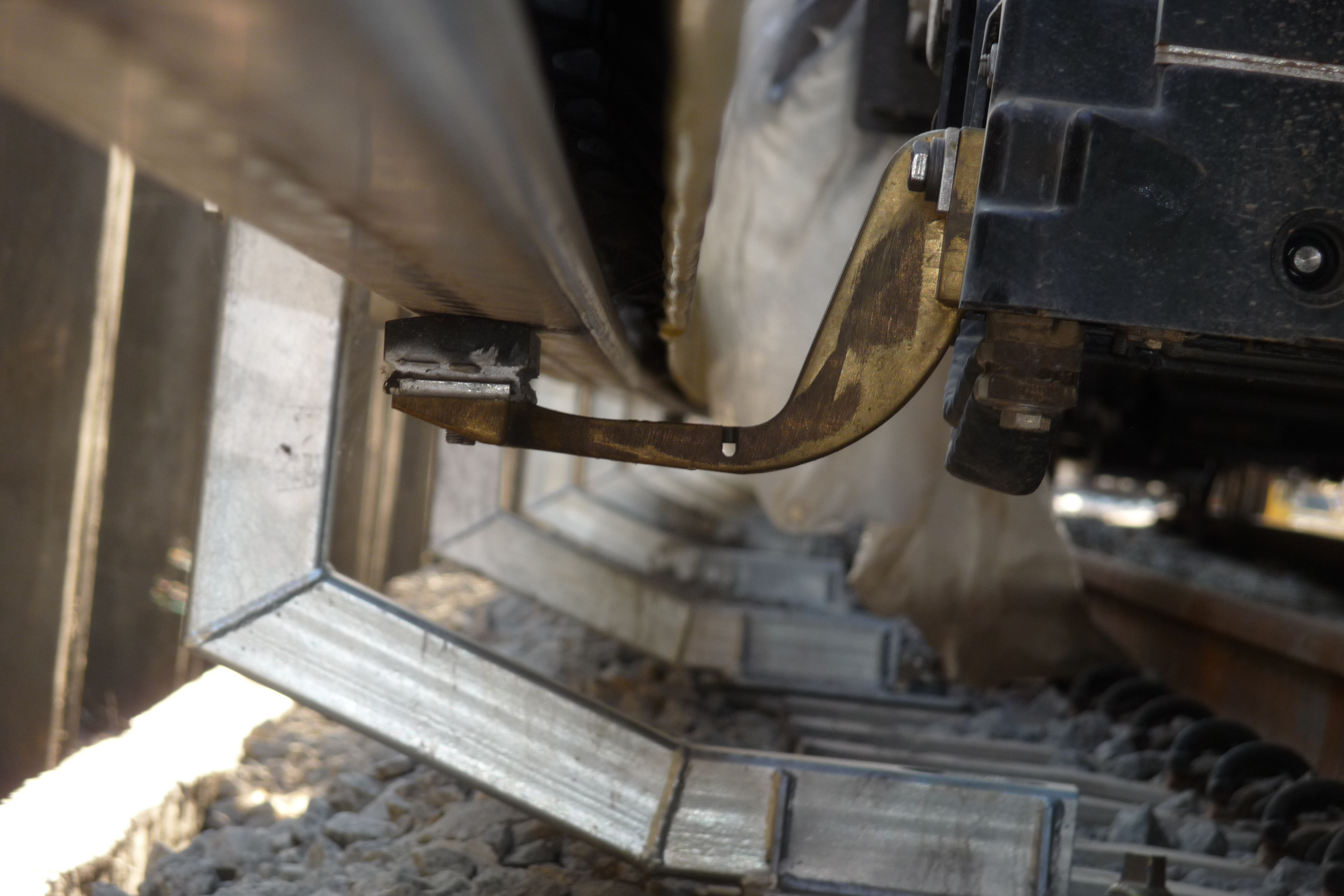
Collecteur de train en contact avec un troisième rail composite (aluminium et acier inoxydable) - Métro de Bangalore, Inde

Dans beaucoup de cas, un système de couverture isolante est fixé au-dessus du rail pour protéger le personnel travaillant près des voies ; dans certains cas, le patin frotte sur le côté ou sur le dessous du rail, permettant ainsi de monter la protection directement sur le sommet du rail. Lorsque le patin glisse sur la face inférieure du rail, cela présente en outre l'avantage de ne pas être gêné par la présence de neige ou de feuilles mortes.

Différentes maquettes de captage par troisième rail
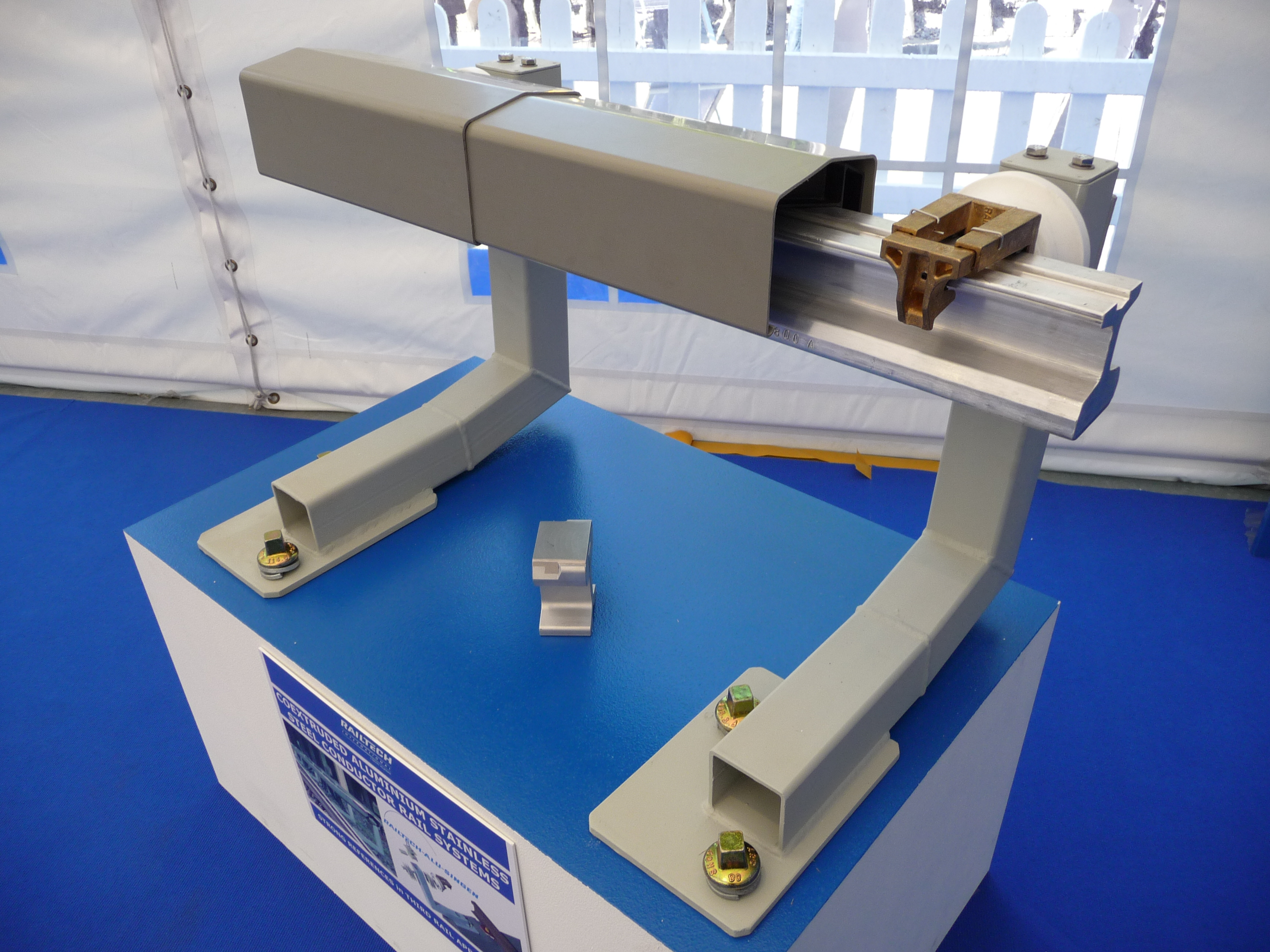
Captage par le dessous.
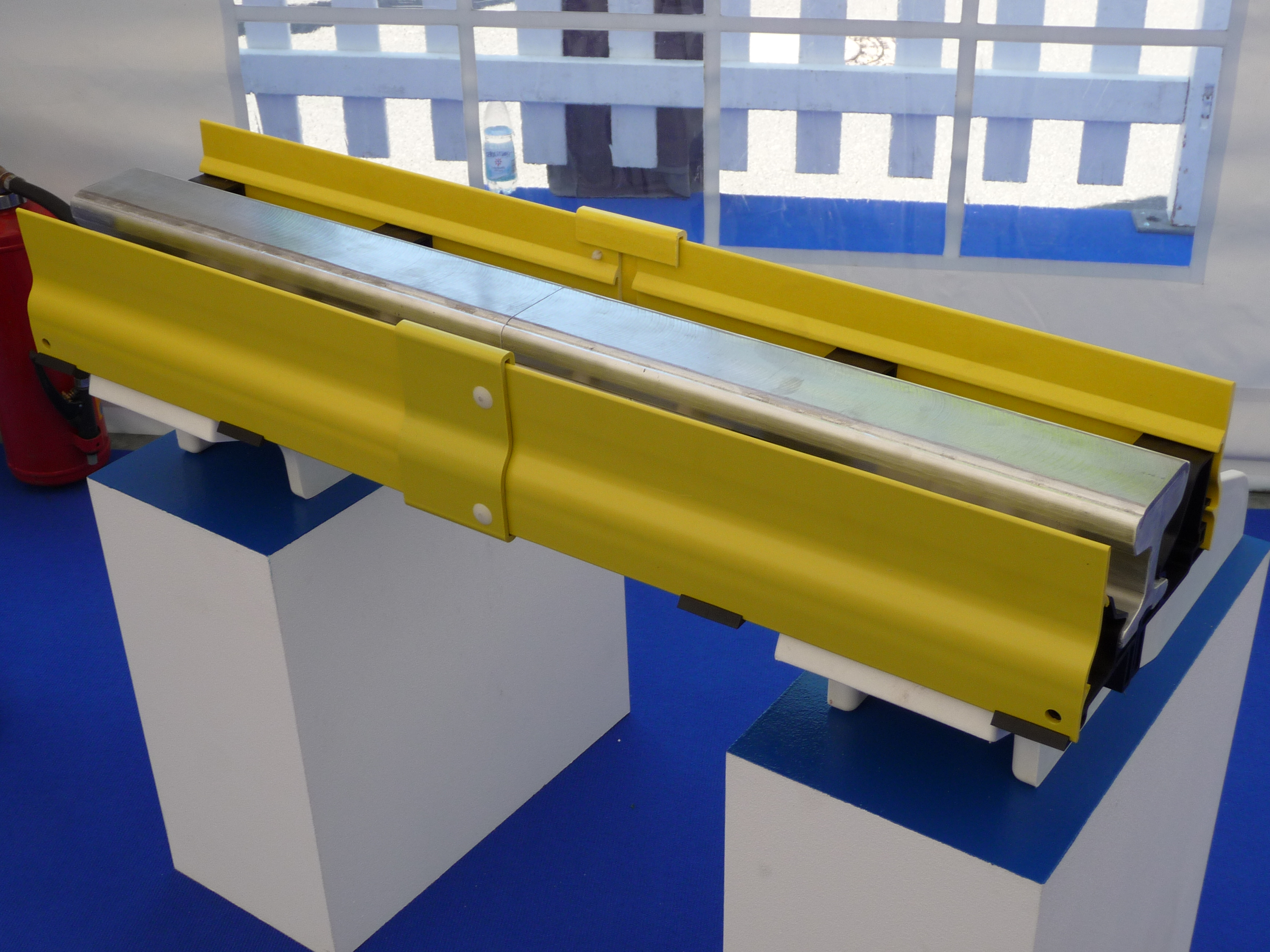
Captage par le dessus.

Le troisième rail en acier est toujours utilisé de nos jours, mais de plus en plus remplacé par le rail dit composite, en aluminium et acier inoxydable.
Les nouveaux troisièmes rails en aluminium, offrant une résistivité et un poids moindres qu'un rail en acier, limitent la consommation électrique par une réduction des pertes par effet Joule et permettent une bonne alimentation électrique des trains de dernière génération, qui demandent de plus en plus de puissance (électronique embarquée, climatisation, etc.).
Quel que soit le type de captage (latéral, par le dessus ou par le dessous), le troisième rail est fixé au sol via des supports isolants en céramique ou en matériaux composites et alimenté par une sous-station électrique.

Le sectionnement électrique est réalisé par le biais de rampes permettant aux collecteurs des trains de quitter un rail d'alimentation et de s'engager doucement sur le suivant. Ces rampes, dont l'angle d'attaque est défini en fonction de la vitesse du train, permettent également le franchissement d'appareils de voie et les interruptions aux niveaux des passages pour piétons.

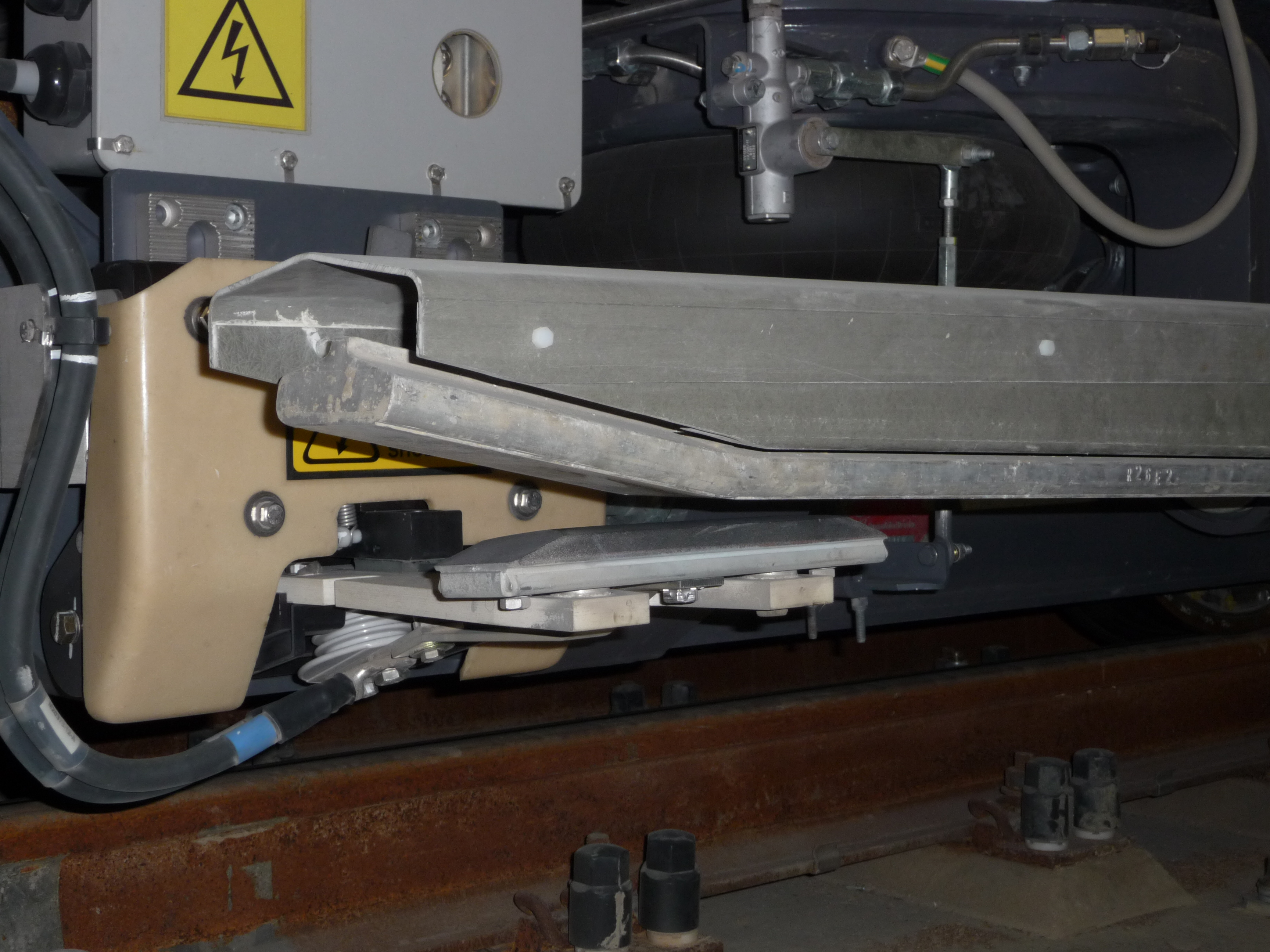
Collecteur en approche sur une rampe. Métro de Milan - MM5, Italie.

Les troisièmes rails, dont la longueur varie généralement entre 12  et   15 mètres, sont connectés entre eux par le biais d'éclisses dont la conception permet la continuité électrique.
Sur certains réseaux, le troisième rail est recouvert d'un système de capotage, anciennement réalisé en bois, et de nos jours en matières plastiques et composites. Les capots UPVC (polychlorure de vinyle ), résistants aux ultraviolets et ne propageant pas le feu, sont habituellement installés en extérieur ; là où les capots GRP ("glass-reinforced plastic", résine renforcée avec de la fibre de verre) sont plutôt installés en tunnel, pour leur résistance au feu et la non propagation de fumées toxiques.
Des systèmes d'ancrages et de joints de dilatation sont utilisés afin de compenser la dilatation du troisième rail causée par les variations de température ainsi que de l'échauffement du rail dû au courant.

## Une alternative à la caténaire
Le troisième rail est une alternative au système d'électrification par caténaire qui transmet le courant au train par l'intermédiaire de pantographes fixés sur le toit des véhicules. Le troisième rail, ainsi que son homologue aérienne la caténaire rigide, peuvent être logés dans des tunnels de petite taille de par leur faible encombrement.
Dans certains cas, métros ou lignes régionales, le système d'alimentation est mixte, partie par troisième rail et partie par caténaires, les véhicules devant être équipés des deux systèmes de captage de courant. C'est le cas par exemple du métro de Rotterdam ou de celui de Milan (ligne M1 - caténaire dans les dépôts, troisième rail avec retour par quatrième rail en tunnel). Tandis que les systèmes de caténaires peuvent fonctionner sous des tensions allant jusqu'à 25 kV ou plus, en courant alternatif, la plus faible distance d'isolement autour du rail sous tension impose un maximum d'environ 1 500 V (1200 V sur le réseau de banlieue de Hambourg, 1500 V sur la ligne de la Maurienne dans le passé). L'emploi du troisième rail n'implique pas nécessairement celui du courant continu, mais en pratique, les systèmes à troisième rail ont tous utilisé du courant continu parce qu'il peut transporter 41 % d'énergie de plus qu'un système à courant alternatif à la même tension de crête.
Comme dans le cas des caténaires, le courant de retour circule en général dans l'un des deux, ou les deux, rails de roulement, la fuite vers le sol n'étant pas un problème. Lorsqu'il s'agit de métros sur pneus, comme à Montréal ou partiellement à Paris, des barres d'alimentation sous tension sont prévues pour conduire le courant. Le retour du courant de traction s'effectue par les rails de roulement traditionnels placés entre les pistes de roulement. Le système comprenant un troisième rail pour l'alimentation électrique, placé à l'extérieur des rails de roulement, et un quatrième rail, placé entre ceux-ci, assurant le retour du courant de traction (ce qui a d'autres avantages), est utilisé par quelques réseaux, dont le plus important est le métro de Londres.

## Quatrième rail

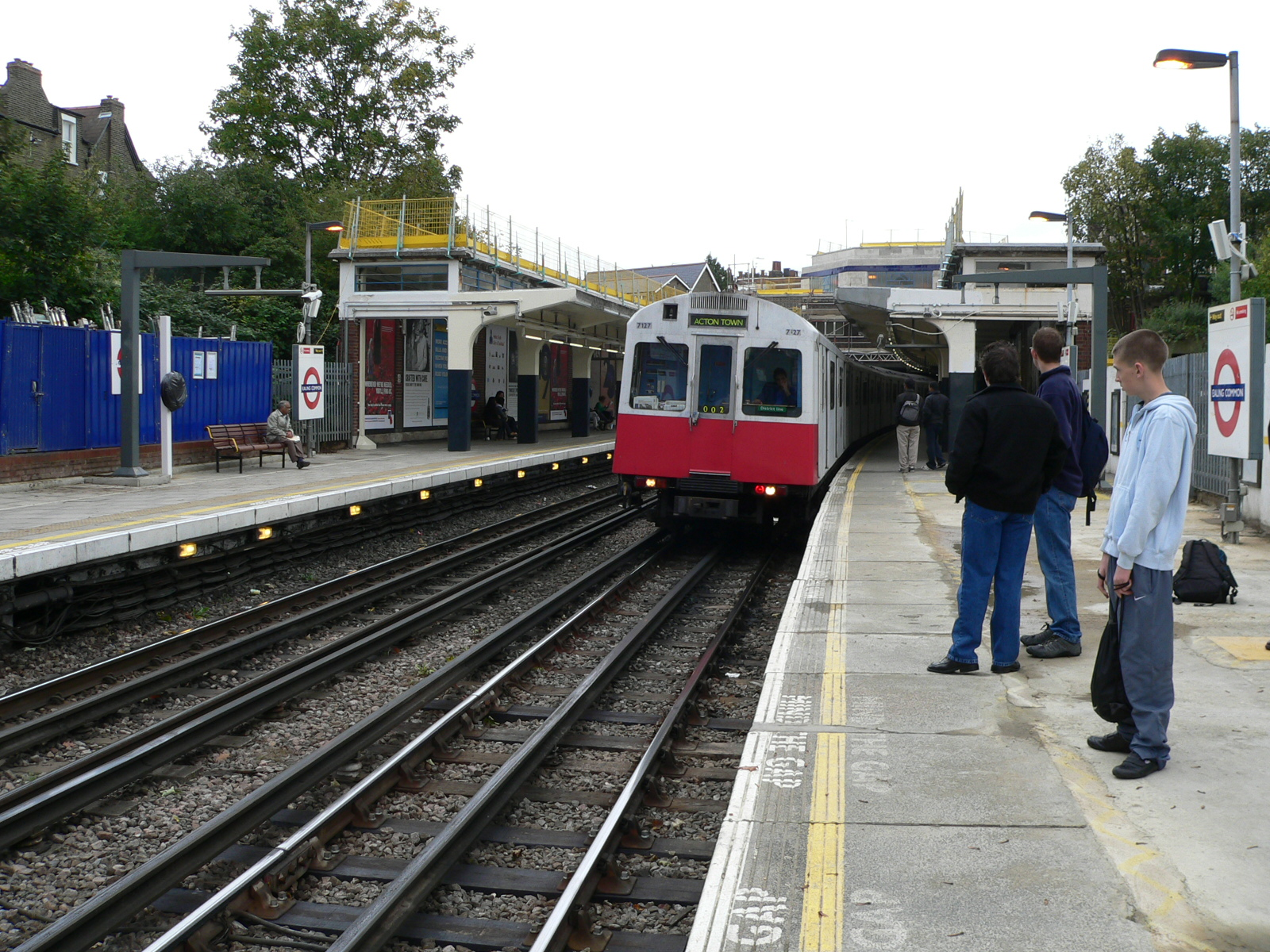
Voie du métro de Londres montrant les 3e et 4e rails (l'un au centre entre les rails de roulement, l'autre, surélevé, à l'extérieur de la voie).

Le métro de Londres est l'un des rares réseaux dans le monde à utiliser un quatrième rail. Ce rail supplémentaire assure le retour du courant de traction, rôle assuré par les rails de roulement dans les systèmes à troisième rail. Dans le métro de Londres un troisième rail classique à contact supérieur est placé le long de la voie et soumis à une tension continue de + 420 volts et le quatrième rail, également à contact par le dessus, est disposé au centre de la voie entre les rails de roulement avec une tension de - 210 V[réf. souhaitée], ce qui fournit un courant de traction à 630 volts. Des dispositifs spéciaux existent (liaison électrique entre le quatrième rail central et les rails de roulement) lorsque les mêmes voies doivent être parcourues par des rames de métro (prévues pour quatre rails) et des rames de trains de banlieue (prévues pour trois rails avec retour du courant par les rails de roulement), section de Gunnersbury à Richmond sur la District line par exemple.
L'intérêt du quatrième rail est que les deux rails de roulement sont disponibles exclusivement pour les circuits de voie, ce système permet aussi d'éviter que le retour du courant s'effectue par les parois du tunnel (métallique à Londres sur les premières lignes du Tube) et ainsi éviter des détériorations par électrolyse. Par ailleurs, la diminution de la tension par rapport au sol (« potentiel de terre ») est de nature à rendre moins dangereuse la chute d'un passager sur la voie.

## Incidences

### Avantages
- Les systèmes à troisième rail sont moins coûteux à installer que les systèmes à caténaire, moins sensibles aux intempéries (sauf en cas d'inondation ou de givre, qui créent de sérieux problèmes).
- Il est plus facile à implanter dans les tunnels à gabarit limité, caractéristique importante pour les installations de métros. L'utilisation du profil aérien de contact, qui est un rail d'alimentation rigide fixé à la voûte des tunnels, entraîne une certaine forme de convergence entre la technique du troisième rail et celle de la caténaire.
- Les systèmes à troisième rail créent moins de gêne visuelle : ils ne nécessitent pas de lignes aériennes qui sont parfois interdites hors des tunnels (par exemple à Singapour).
- De nombreuses lignes de chemin de fer anciennes emploient encore des troisièmes rails alimentés en courant continu, même lorsqu'un système de caténaires serait mieux adapté, à cause du coût élevé d'adaptation.

### Inconvénients

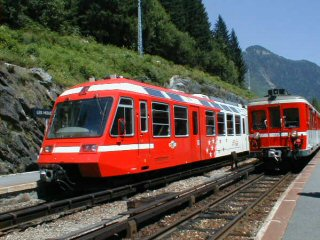
Rames Z 600 (à droite) et Z 800 (à gauche) alimentées par 3e rail sur la ligne Saint-Gervais-Vallorcine.

Les systèmes à troisième rail présentent quelques inconvénients, notamment :
- Sécurité : un rail électrifié non gardé présente un risque important. De nombreuses personnes ont été électrisées, voire électrocutées, pour avoir touché ce type de rail ou avoir marché dessus en tentant par exemple de traverser les voies. La règlementation SNCF précise même, à la suite d'incidents intervenus lors des premières électrifications au début du XXe siècle, qu'il est interdit d'uriner sur le troisième rail [réf. nécessaire]. Un nouveau système d'alimentation de tramway, mis au point à Bordeaux, a résolu ce problème de sécurité en utilisant un troisième rail fractionné en sections isolées, l'APS. Chaque section n'est mise sous tension que lorsqu'elle se trouve couverte par la rame de tramway, si bien qu'il n'y a plus de risque qu'une personne ou un animal entre en contact avec le rail électrifié.
- Puissance limitée : le troisième rail impose une tension d'alimentation relativement basse, sinon des arcs électriques risqueraient de se former entre le rail et le sol ou avec les rails de roulement. Mais cette tension basse impose des sous-stations électriques plus nombreuses et plus rapprochées le long de la voie, et par conséquent des charges d'exploitation plus élevées. La tension basse implique aussi que le système est plus sujet aux surcharges, ce qui le rend inadapté aux trafics de fret ou de trains à vitesse élevée qui nécessitent des puissances électriques plus importantes. Ces limitations ont fortement restreint l'application du troisième rail à des systèmes de transport légers, à vitesse relativement basse, du type des transports collectifs urbains et suburbains, même si le troisième rail à 750 V courant continu est encore employé sur plusieurs centaines de kilomètres de ligne dans le sud et le sud-est de l'Angleterre.
- Vitesse: La capacité est aussi limitée par les restrictions de vitesse - 160 km/h est considéré comme étant la vitesse maximum pour un contact fiable entre les patins et le troisième rail. C'était notamment le cas des rames Eurostar lorsqu'elles circulaient sur le réseau sud-est britannique, avant l'achèvement de la ligne nouvelle High Speed 1.
- Restrictions d'infrastructure : les bifurcations et croisements de voies, ainsi que les passages à niveau imposent des discontinuités du troisième rail. Ce n'est en général pas un problème, les trains ayant plusieurs patins assurant le contact avec le troisième rail, mais il peut arriver dans certaines circonstances qu'un train soit « piégé » - immobilisé du fait qu'aucun de ses patins ne se trouve en position de contact. Quand cela se produit, il faut faire venir une locomotive de secours pour le pousser et le remettre en contact avec le rail sous tension. Dans le réseau Saint Lazare, les motrices étaient équipée du système « pinoche palette » constitué d'une prise, d'un câble et d'une palette à poser sur le rail pour réalimenter en secours. Étant donné que ce type de problème se produit généralement dans des nœuds ferroviaires importants, ils peuvent être une source de perturbations fréquentes.
- Défaut de contact : des feuilles mortes, de la neige ou du givre, ou d'autres débris tombés sur le rail conducteur peuvent réduire l'efficacité du contact entre le rail et les patins des véhicules, mettant les trains en panne faute de puissance suffisante.